# تو كاي سبورتس
تو كاي سبورتس (بالإنجليزية: 2K Sports)‏ ، هي شركة لنشر ألعاب الفيديو الأمريكية والتي تتخصص لتطوير الألعاب الرياضية، أسست سنة 2005م ومقرها في مدينة نيويورك.